# تينفو (فزواطة)
تينفو هي إحدى مشيخات المملكة المغربية، تتبع جغرافيا لإقليم زاكورة وإداريًا لفزواطة. يقدر عدد سكانها بـ 3273 نسمة حسب الإحصاء الرسمي للسكان والسكنى لسنة 2004.
تينفو هي منطقة وجماعة قروية (مشيخة) تقع ضمن النفوذ الترابي لجماعة فزواطة، بإقليم زاكورة في جهة درعة-تافيلالت بجنوب المملكة المغربية. تشتهر المنطقة بكونها إحدى البوابات الرئيسية للصحراء المغربية، حيث تقدم للزوار لمحة آسرة عن جمال الكثبان الرملية والحياة الصحراوية الأصيلة.

### الموقع الجغرافي
تقع تينفو على بعد حوالي 26 كيلومترًا جنوب مدينة زاكورة، مما يجعل الوصول إليها سهلاً نسبيًا. موقعها استراتيجي لقربها من معالم أخرى هامة في المنطقة:
- تمكروت: قرية تاريخية شهيرة تقع على بعد كيلومترات قليلة، وتعتبر مركزًا دينيًا وثقافيًا هامًا.
- وادي درعة: تمتد المنطقة على طول وادي درعة الشهير، الذي يضم أكبر واحات النخيل في المغرب.

### كثبان تينفو الرملية: لمسة من الصحراء الكبرى
[صورة كثبان تينفو الرملية عند الغروب]
السمة الأبرز في تينفو هي كثبانها الرملية الذهبية. على الرغم من أنها ليست بحجم الكثبان الشاسعة في مرزوكة (عرق الشبي) أو محاميد الغزلان (عرق الشقاق)، إلا أن كثبان تينفو، التي يطلق عليها أحيانًا "كثبان زاكورة"، توفر تجربة صحراوية حقيقية ومكثفة.
الأنشطة السياحية في الكثبان:
- ركوب الجمال: التجول على ظهور الجمال هو الطريقة التقليدية لاستكشاف الكثبان والاستمتاع بمناظرها الخلابة، خاصة عند شروق الشمس وغروبها.
- التخييم الصحراوي (Bivouac): توجد العديد من المخيمات السياحية التي توفر المبيت في خيام تقليدية، مع الاستمتاع بوجبات محلية والموسيقى الأمازيغية حول النار.
- التزلج على الرمال: مغامرة ممتعة للباحثين عن الإثارة.
- التصوير الفوتوغرافي: تعتبر المنطقة وجهة مثالية للمصورين لتوثيق جمال الصحراء وتغير ألوان الرمال مع ضوء النهار.

### الأهمية الإدارية والثقافية
إداريًا، تينفو هي مشيخة تضم عدة دواوير (قرى صغيرة)، مثل "تينفو البرانية". حسب إحصاء عام 2004، كان يبلغ عدد سكان مشيخة تينفو حوالي 3,273 نسمة، مما يعكس طابعها القروي والهادئ.
ثقافيًا، تتأثر المنطقة بشكل كبير بقرية تمكروت المجاورة، المشهورة بـ:
- الزاوية الناصرية: مركز صوفي تاريخي تأسس في القرن السابع عشر.
- خزانة تمكروت: مكتبة عريقة تضم آلاف المخطوطات النفيسة في مجالات الدين والعلوم والفلك.
- فخار تمكروت: تشتهر القرية بصناعة الفخار ذي اللون الأخضر الزمردي المميز، وهي حرفة متوارثة عبر الأجيال.

### كيفية الوصول
يمكن الوصول إلى تينفو بسهولة عبر الطريق الوطنية رقم 9 انطلاقًا من مدينة زاكورة باتجاه محاميد الغزلان. غالبًا ما تكون المنطقة جزءًا من الجولات السياحية المنظمة التي تنطلق من ورزازات أو مراكش لاستكشاف الصحراء.
خلاصة: تعتبر منطقة تينفو بفزواطة وجهة سياحية فريدة تجمع بين جمال الطبيعة الصحراوية الساحر وعمق التراث الثقافي والتاريخي لمنطقة وادي درعة. إنها توفر للزائر فرصة للانغماس في هدوء الصحراء وتجربة أسلوب حياة بسيط وأصيل على بعد خطوات من كنوز ثقافية عريقة.